# Alternativlos
Alternativlos ist ein politisches Schlagwort in der Bedeutung „keine Alternativlösung zulassend, keine andere Möglichkeit bietend, ohne Alternative“. Es wurde von der Gesellschaft für deutsche Sprache zum deutschen Unwort des Jahres 2010 gekürt. Im englischen Sprachraum wird das Akronym „TINA“ (Akronym für englisch there is no alternative ‚Es gibt keine Alternative‘) sinngemäß verwendet.

## TINA-Prinzip

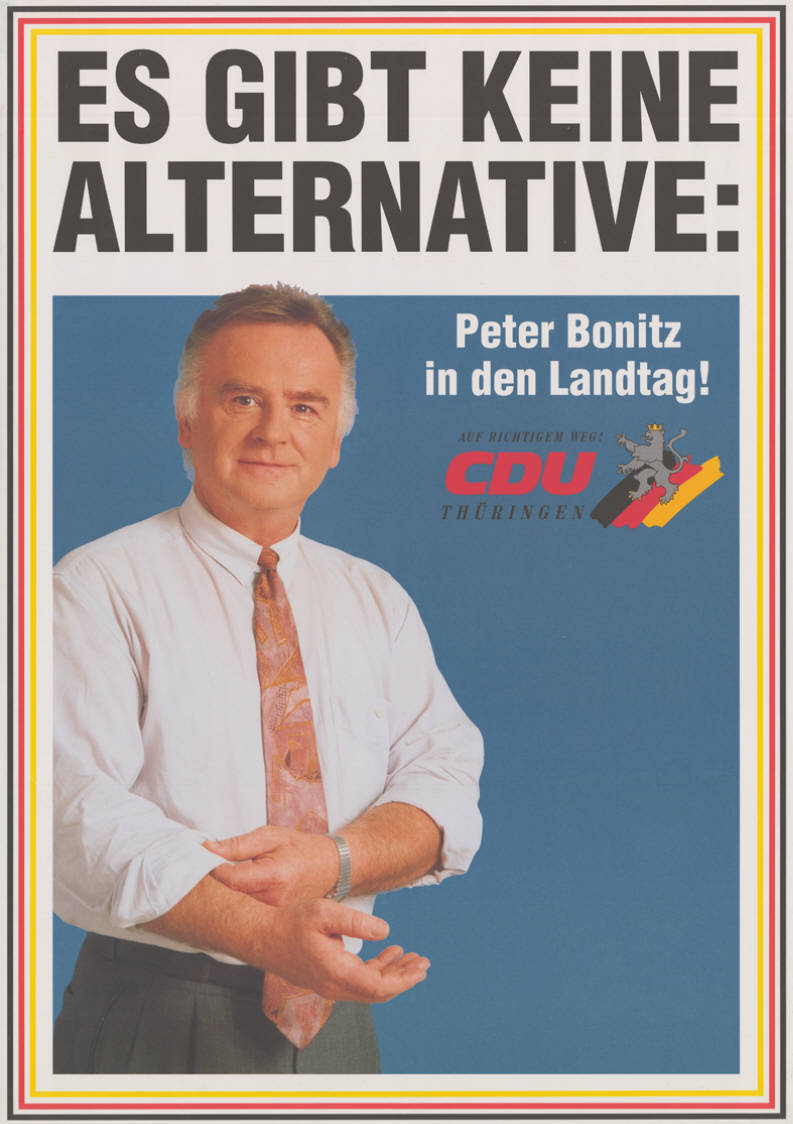
Plakat von Peter Bonitz zur Landtagswahl in Thüringen 1994 mit dem Slogan Es gibt keine Alternative

Mit dem politischen Schlagwort „TINA-Prinzip“ (auch „TINA-Argument“ oder „TINA-Syndrom“) wird meist in polemischer Absicht ein Standpunkt bezeichnet, der geltend macht, dass es zu einer auf den Markt, insbesondere auf die Wettbewerbsfähigkeit, ausgerichteten Politik keine Alternative gebe. Der Terminus hat im Deutschen um die Mitte der 1980er Jahre Verbreitung gefunden.
Der politische Slogan there is no alternative („Es gibt keine Alternative“) wurde von der britischen Premierministerin Margaret Thatcher in der Anfangszeit ihrer Regierung wiederholt verwendet, um ihre Wirtschafts- und Gesellschaftspolitik (vgl. Thatcherismus) zu legitimieren, welche durch den Abbau des Sozialstaates und wirtschaftsliberale Reformen bei gleichzeitig konservativen Gesellschaftsvorstellungen geprägt war. Diese Formel bringt nach Auffassung des Soziologen Helmut Dubiel ein technokratisches Weltbild auf den Punkt und versucht soziale und ökologische Forderungen abzuwehren, indem es auf einen zwingend zu beschreitenden Entwicklungspfad verweist. Die Bekanntheit dieses Slogans für Thatchers Politik zeigte sich unter anderem darin, dass Claire Berlinski für die von ihr geschriebene Thatcher-Biographie diesen Slogan als Titel wählte. Tina wurde bald als Spitzname für Thatcher gebraucht.
Die Globalisierungskritikerin Susan George hat dem TINA-Prinzip den Ausruf „TATA!“ (There Are Thousands of Alternatives!, dt. Es gibt Tausende Alternativen!) entgegengestellt. Spätestens nach dem Weltsozialforum in Porto Alegre (2001) wurde dem TINA-Paradigma der Alternativlosigkeit der Ausspruch „Eine andere Welt ist möglich“ entgegengestellt.
Als wissenschaftlich anspruchsvollere Version des TINA-Arguments wird die These des Philosophen Francis Fukuyama über das Ende der Geschichte angesehen, nach der das liberale, marktwirtschaftliche Modell keine historischen Herausforderungen mehr zu erwarten habe.

## Unwort des Jahres 2010

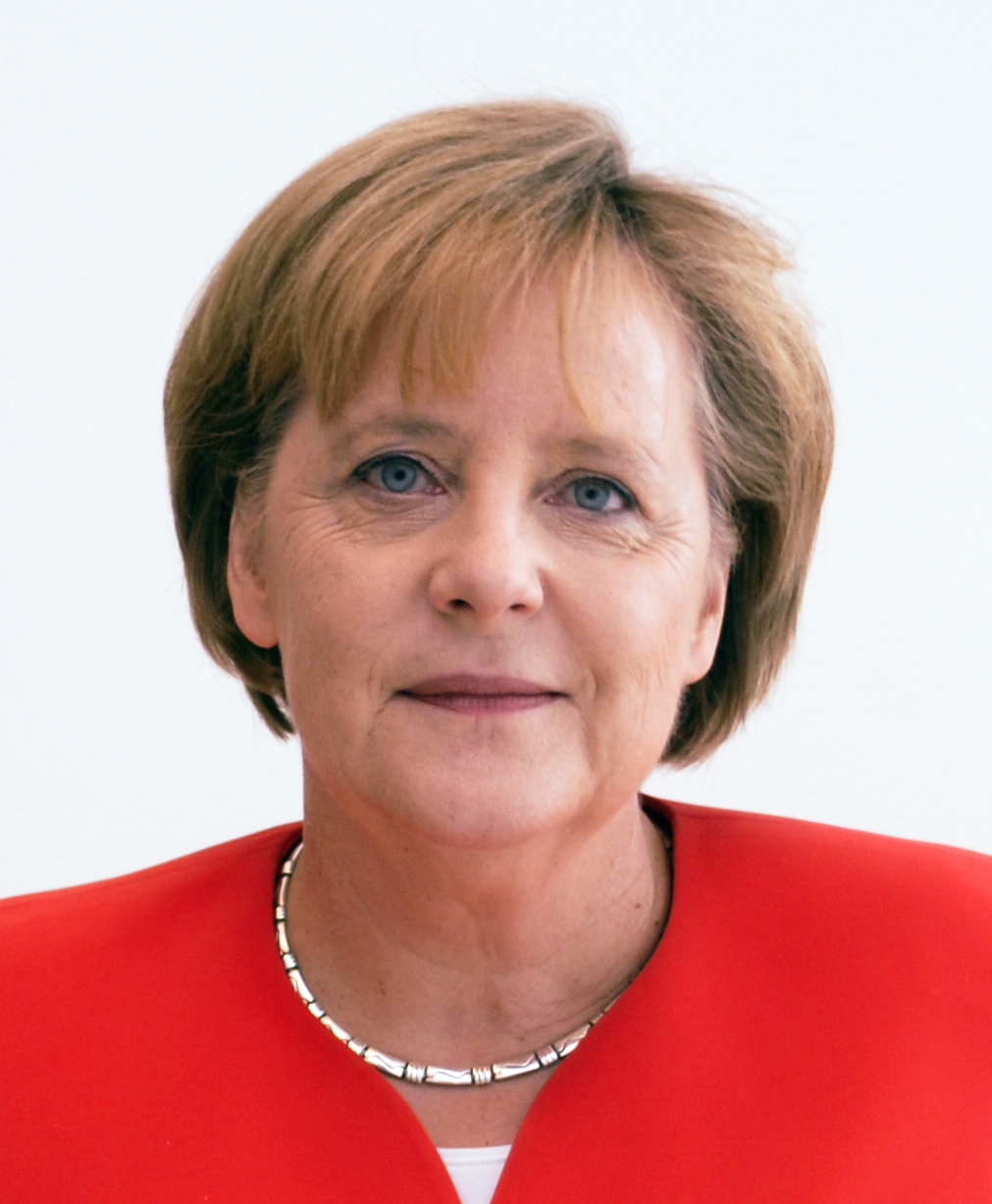
Die deutsche Bundeskanzlerin Angela Merkel ist bekannt für die Verwendung des Schlagworts „alternativlos“.

Die Wahl zum Unwort bezieht sich auf die jüngere Verwendung in Deutschland. Dabei wurde das Schlagwort „alternativlos“ in verschiedenen Zusammenhängen insbesondere ab 2009 von Angela Merkel und anderen Mitgliedern der Bundesregierung verwendet. Mit dieser Begründung waren mehrere politische Entscheidungen gerechtfertigt worden. Die Jury befand:

„Das Wort suggeriert sachlich unangemessen, dass es bei einem Entscheidungsprozess von vornherein keine Alternativen und damit auch keine Notwendigkeit der Diskussion und Argumentation gebe. Behauptungen dieser Art sind 2010 zu oft aufgestellt worden, sie drohen, die Politikverdrossenheit in der Bevölkerung zu verstärken.“

Horst Dieter Schlosser sagte weiter, dass mit dem Begriff auch die Gesundheitsreform, das Bahnprojekt Stuttgart 21 und andere politische Entscheidungen gerechtfertigt wurden, welche „das Basta der Merkel-Regierung“ sei. Ebenso habe Roland Koch mit diesem Begriff unter anderem den umstrittenen Ausbau des Frankfurter Flughafens begründet.
Die Benennung der 2013 gegründeten Partei Alternative für Deutschland (AfD) ist eine bewusste Anspielung und Antwort auf Merkels Verwendung des Slogans „alternativlos“, insbesondere hinsichtlich der sogenannten Euro-Rettung.